# Pavel Pukančík
Pavel Pukančík, někdy také Pavol Pukančík (20. ledna 1920 Pezinok – 9. března 1992 Bratislava), byl příslušník československé zahraniční armády, který bojoval v rámci Royal Air Force a který byl po druhé světové válce pronásledován komunistickým režimem.

## Život
Narodil se v Pezinku, absolvoval měšťanskou školu, uvažoval o studiu na lesnické škole a proto vykonával předběžnou lesnickou praxi. Po neshodě s nadřízeným pak dne 30. dubna 1940 emigroval s cílem přihlásit se do československého zahraničního vojska. V Budapešti kontaktoval francouzský konzulát, pomocí kterého se přes Jugoslávii dostal do Marseille a pak do československého výcvikového tábora v Agde, kde se dne 4. června 1940 přihlásil k letectvu. Po kapitulaci Francie byl evakuovaný do Velké Británie, kde byl dne 24. července 1940 zařazen do nově vznikající 312. československé stíhací perutě RAF. Po absolvování příslušného výcviku byl dne 16. srpna 1941 přeložen k 311. československé bombardovací peruti RAF. Působil jako zadní střelec bombardéru. Při svém 33. operačním letu, dne 23. listopadu 1942 sestřelil německý letoun Junkers Ju 88. V tomto rurnusui absolvoval 55 operačních letů. Půl roku pak působil u 1487. letky vlečných terčů Royal Air Force, u které absolvoval 74 letů. Od 20. března 1943 působil jako výkonný rotmistr v náhradní a výcvikové jednotce československého letectva v St. Athan v jižním Walesu. Dne 1. března 1944 byl povýšený na praporčíka (anglicky Warrant Officer) a absolvoval radiotelegrafistický výcvik. Krátce pak byl ještě od 28. dubna 1945 přidělen k 311. československé bombardovací peruti RAF.
Po skončení války se rozhodl vrátit do Pezinku. Dne 28. června 1949 byl degradován. V roce 1955 byl obžalován z hospodářské špionáže a byl odsouzen k 12 letům nucených prací v uranových dolech, v pracovním táboru Bytíz. V roce 1960 byl amnestován. Po listopadu 1989 byl rehabilitován a byla mu udělena hodnost podplukovníka československé armády, ve výslužbě.

## Vyznamenání
- 2x Československý válečný kříž 1939
- 2x Československá medaile Za chrabrost před nepřítelem
- Československá medaile za zásluhy, I. stupně
- Pamětní medaile československé armády v zahraničí (štítky F, VB)
- Hvězda 1939–1945
- Evropská hvězda leteckých osádek se sponou „Atlantic“
- Britská medaile Za obranu
- Válečná medaile 1939–1945
- Řád Milana Rastislava Štefánika, III. třídy[1]